# 巴沟站
巴沟站是一个位于中国北京市海淀区海淀街道巴沟路，属于北京地铁10号线的地铁车站与西郊线有轨电车的换乘站，临近“巴沟村”而得名。
该站东北临近10号线万柳车辆段以及西郊线巴沟车辆段。巴沟站亦是北京公共交通网络重要站点之一，东侧临近巴沟村公交场站。
该站在地铁10号线一期（巴沟站至劲松站）工程名曾称为“万柳站”，一期工程区段通车前正式更名为“巴沟站”。10号线车站于2008年7月19日投入使用，西郊线车站于2017年12月30日投入使用。

## 位置
10号线巴沟站位于海淀区巴沟路（东西向）的北侧地下，呈东西向布置，东侧临近巴沟村公交场站以及巴沟路与万柳中路交汇路口。
西郊线巴沟站位于10号线站位西侧地面，大致呈东西向布置，其西侧临近巴沟路与圣化寺路交汇路口。

## 结构
10号线巴沟站为地下二层车站，地下一层为整体式站厅层，地下二层为站台层，双岛式站台设计。采用明挖施工，车站主体长度为230m。 站台层设置有4条股道，其中设两条出入线连接万柳车辆段。站厅通往站台出入口都有表现大小不一的五彩圆圈图案的装饰墙。
西郊线巴沟站最初的规划为地面站，西郊线从规划南水北调公园东侧在下穿蓝靛厂北路、 昆玉河（京密引水渠）和北四环西路（火器营桥）后沿巴沟路北侧终点进入巴沟站。西郊线在该站设置单个侧式站台，在站台西侧设有交叉渡线，供列车折返使用，东侧铁轨连接巴沟车辆段。
| 地面层 西郊线站厅层和站台层 | 出入口                       | A-C出入口                        |
| 地面层 西郊线站厅层和站台层 | █ 西郊线往香山（颐和园西门） |                                  |
| 地面层 西郊线站厅层和站台层 | 侧式站台，右側開門           |                                  |
| 地面层 西郊线站厅层和站台层 | 西郊线站厅                   | 客务中心、自动售票机、进出站闸机 |
| 地下一层 10号线站厅层       | 10号线站厅                   | 客务中心、自动售票机、进出站闸机 |
| 地下二层 10号线站台层       |                              | █ 10号线出库外环（火器营）       |
| 地下二层 10号线站台层       | 岛式站台，左/右側開門        |                                  |
| 地下二层 10号线站台层       | █ 10号线外环（火器营）       |                                  |
| 地下二层 10号线站台层       | █ 10号线内环（苏州街）       |                                  |
| 地下二层 10号线站台层       | 岛式站台，左/右側開門        |                                  |
| 地下二层 10号线站台层       | █ 10号线內环落客站台/出库    |                                  |

- 巴沟站西郊线站台（2018年4月摄）
- 巴沟站地下一层的10号线站厅（2024年2月摄）
- 巴沟站10号线站台（开往苏州街方向）（2013年6月摄）

### 换乘
巴沟站是城市轨道交通换乘站，地铁10号线和有轨电车西郊线于巴沟站在非付费区出站换乘，巴沟站的换乘需付费。

## 出入口
10号线巴沟站共设3个出入口：西北A口、东北B口、东南C口，以及1座直通地面垂直电梯，但因该直梯直通10号线站厅付费区，使用前须电话联系车站工作人员协助，以保证进/出站记录完整。
东南C口临近华联万柳购物中心，分为3个分支。其中10号线开通初期的C1口目前标注已改为C口；C2口、C3口不再由地铁公司管理，因此目前不标注编号，也不在站内示意图上标注，仅在第三方地图软件上标注（C3口位于华联购物中心门前的地面）。
西郊线巴沟站设1个出入口，东侧有换乘通道与10号线西北A口相连。
|                        |        |                                              |      |                                                                   |
|                        |        |                                              |      |                                                                   |
| 编号                   | 指示   | 建议前往的目的地                             | 图片 | 无障碍设施                                                        |
| 连通 10号线 西郊线站厅 |        |                                              |      |                                                                   |
| 出口 · A · 升降机标志  | 巴沟路 | 巴沟路北侧                                   |      | 为保证进站记录完整， 使用此直梯前须电话 联系车站工作人员 予以协助 |
| 连通 10号线站厅        |        |                                              |      |                                                                   |
| 出口 · B · 升降机标志  | 巴沟路 | 巴沟村公交场站、北京地铁运营三分公司万柳基地 |      |                                                                   |
| 出口 · C               | 巴沟路 | 巴沟路南侧、华联万柳购物中心、海淀工人文化宫 |      | 不適用                                                            |
| 出口 · C · 2           |        | 华联万柳购物中心                             |      | 不適用                                                            |
| 出口 · C · 3           |        | 华联万柳购物中心                             |      | 不適用                                                            |
| 註： 設有              |        |                                              |      |                                                                   |

## 运营
地铁10号线巴沟站附近设有万柳车辆段、折返线，是10号线一期工程于2008年7月19日开通时的起点站。在10号线于2013年5月5日实现全线成环运行之后，巴沟站作为部分列车的始发/终点车站。
地铁10号线巴沟车站的顶板以上地面在车站开通之初设置了配套的小汽车P+R（即停车＋换乘）停车场，开始推广时，凭当天北京市政交通一卡通（IC卡）刷卡乘车记录，在当天大部分时段内，能以2元较低的优惠价格政策存车。 但2011年以来停车费不断上涨，并取消凭一卡通刷卡记录存车，已不是之前的P+R停车场运营方式，市民享受停车便利鼓励公共交通出行的目的难于实现。
香山地区红叶观赏期高峰日期间，巴沟站乘坐西郊线的客流就出现迅速增涨，巴沟站进站高峰时，视情况启用进站排队疏导围栏、增设人工检票口、增开快速出站通道等措施，缓解集中大客流站台压力，引导乘客有序进出站。

## 外部連結
- 巴沟站 （页面存档备份，存于）－北京地铁官方网站